# Застава Острва Мен
Застава Острва Ман приказује трискелион, амблем са три човечије ноге, у центру црвене заставе. Три ноге се спајају на крају бутина и савијене су у колену. Како би ноге било исто постављене на обе стране заставе, користи се двострана застава.
Застава је базирана на грбу последњег викиншког краља острва Ман, Магнуса III. Модификовану верзију овог грба још увек користе Магнусови потомци у Норвешкој, породица Сканке. 
Порекло трискелиона је у древном келтском симболу Сунца, а користиле су га и неке друге древне цивилизације, попут Микене и Ликијаца. Застава је слична застави Сицилије. 
Као цивилна застава користи се црвена застава са заставом Уједињеног Краљевства у кантону и трискелионом у пољу.